# Jonas Urbig
Jonas Kurt Urbig (ur. 8 sierpnia 2003 w Euskirchen) – niemiecki piłkarz, występujący na pozycji bramkarza w niemieckim klubie Bayern Monachium.

## Sukcesy

### Bayern Monachium
- Mistrzostwo Niemiec: 2024/2025[5]

### 1. FC Köln
- 2. Fußball-Bundesliga: 2024/2025[5]